# Magdalen College
Il Magdalen College di Oxford (Collegium Beatae Mariae Magdalenae) è un collegio inglese istituito nel 1458 sotto il regno di Enrico VI d'Inghilterra e dedicato a Maria Maddalena, il cui preside è David Clary.
Fondato dal vescovo di Winchester William Waynflete, la torre e il chiostro furono realizzati dall'architetto William Orchard; ebbe numerosi studenti celebri tra i quali Oscar Wilde, John Turner, Dudley Moore, Geoffrey Warnock e altri ancora.
Di chiaro stampo anglicano, durante il regno di Giacomo II d'Inghilterra il sovrano decise che il collegio sarebbe divenuto cattolico e licenziò l'intero senato accademico ("Expulsion of the Fellows"). Il 25 ottobre del 1688, poco prima della Glorious Revolution e della deposizione di Giacomo II da parte di Guglielmo III d'Inghilterra, i membri del senato accademico vennero reinsediati.